# Кённигде
Кённигде (нем. Könnigde) — коммуна в Германии, в земле Саксония-Анхальт. 
Входит в состав района Штендаль. Подчиняется управлению Бисмарк/Кледен.  Население составляет 164 человека (на 31 декабря 2006 года). Занимает площадь 6,59 км². Официальный код  —  15 3 63 068.